# Karl Ludwig Nordmann
Karl Ludwig Nordmann (* 11. September 1778 in Schackenthal; † 8. Februar 1848 in Kahnsdorf) war ein deutscher Domänenpächter und Tierzüchter.

## Leben
Karl Ludwig Nordmann wurde als Sohn des Pachtinhabers der Domäne Schackenthal geboren. Sein Onkel Christian Gebhard Nordmann, der fünf Jahre lang bei seinem Vater als Verwalter arbeitete, wurde später als Pionier der Landwirtschaft bezeichnet, der sich intensiv mit der Tierzucht beschäftigte.
Karl Ludwig Nordmann wurde anfangs durch Hauslehrer ausgebildet und besuchte später die neu entstandene Höhere Gewerbe- und Handelsschule in Magdeburg. Seine darauf folgende Ausbildung erhielt er bei seinem Vater. Anschließend war er als Verwalter und Inspektor auf mehreren großen Gütern tätig. Nach dem Tod seines Vaters wurde ihm 1808 die Pacht und Verwaltung der Domäne Schackenthal von der Herzoglichen Regierung in Dessau übertragen und er wurde zum Oberamtmann ernannt.
Er betrieb einen bedeutenden Getreidehandel und hatte sich hierzu eigene Kähne angeschafft, die das Getreide nach Hamburg fuhren. Von Hamburg aus wurde das Getreide auf größere Schiffe verladen und nach England verschifft. Trotz der damaligen Befreiungskriege und dem dadurch eingeschränkten Handelsverkehr, erlangte er hierdurch große Gewinne.
1811 übernahm er das Stiftsgut Mosigkau bei Dessau, trat aber das Gut bereits 1812 an seinen Bruder ab, um das Domänenamt Hornburg bei Halberstadt zu übernehmen. Aufgrund dieses Amtes führte er das Prädikat eines ehemals königlich-westfälischen, später königlich-preußischen Oberamtmannes. Auf diesem Gut widmete er sich der Verbesserung der Ackerwirtschaft sowie der Schaf- und Pferdezucht hierfür ließ er Hengste und Zuchtstuten aus England kommen. Sowohl mit seiner Musterschäferei wie auch mit dem Pferdehandel erwarb er sich einen guten Namen und verkaufte seine Tiere auch an Fürsten.
Nach Ablauf der Pachtzeit der Domäne Hornburg zog er sich auf das vom Vater ererbte Rittergut Plötz zurück und vereinigte die verstreut liegende Gehöfte zu einer Gemeinde.
Seine letzten Lebensjahre verbrachte er als Pensionär in Leipzig im Kreis seiner Kinder. Er starb auf dem Gut seines Sohne, der Erb-, Lehn- und Gerichtsherr in Kahnsdorf bei Leipzig war.